# Luzmila Carpio
Luzmila Carpio là một ca sĩ người Bolivia, người đã biểu diễn ở Tây Ban Nha và Quechua, và cựu đại sứ Bolivia tại Pháp từ năm 2006 đến 2010.

## Tuổi thơ
Khi còn nhỏ, cô đã học các bài hát hàng ngày của người dân bản địa Quechua và Aymara sống trên những ngọn núi và thung lũng của Bắc Potosí ở Bolivia.

## Nghề nghiệp
Ở tuổi thiếu niên, cô chuyển đến Oruro và bắt đầu thể hiện bản thân thông qua các bài hát của mình. Một lần cô đến một đài phát thanh và hát quốc ca của Bolivia, bài hát duy nhất bằng tiếng Tây Ban Nha mà cô biết. Sau đó, cô được chọn là ca sĩ chính bởi một ban nhạc tham gia một cuộc thi ở Nam-ca-na-đa. Những bài hát nổi tiếng mà cô hát trong dịp này được thiết kế để đáp ứng nhu cầu của các bộ phận dân cư đông đảo, chủ yếu là hậu duệ của người bản địa nhưng đã sống ở thành phố và nói tiếng Tây Ban Nha. Sau đó, "Siway Azucena", một giai điệu được sáng tác bởi cô lấy cảm hứng từ âm nhạc của miền Bắc Potosí, lan rộng khắp đất nước, bài hát bản địa thực sự đầu tiên có được thành công phổ biến rộng rãi.
Trái ngược với xu hướng hiện đại hóa phổ biến, cô bắt đầu nhìn sâu hơn vào các cách văn hóa và âm nhạc của Andes và hát ở Quechua, thay vì Tây Ban Nha. Thành phần chính không phải để làm hài lòng những khán giả tiếp tục phát triển mà là sử dụng âm nhạc của cô như một biểu hiện của sự nổi loạn chống lại sự tiến bộ của văn hóa phương Tây đối với người bản địa, như một cách để cho thấy rằng thế giới phụ thuộc cho đến nay cũng có đóng góp để thực hiện, và như một cách để xây dựng các mối quan hệ hài hòa hơn giữa các dân tộc trên thế giới. Trong nhiệm vụ này, cô là tác giả và đồng tác giả một số bài hát cho trẻ em: "Ima sarata munanki" ("Bạn muốn loại ngô nào"), "Aylluman kutiripuna" ("Chúng ta hãy trở lại với cộng đồng") và nhiều người khác. Những bài hát này trở nên phổ biến với trẻ em ở các trường nông thôn.
Sau đó, cô đến Paris, và tiếp tục phát triển âm nhạc.
Vào ngày 21 tháng 4 năm 2006, Tổng thống Evo Morales đã bổ nhiệm Lucasmila Carpio làm đại sứ của Bolivia tại Pháp (Nhiệm vụ kéo dài bốn năm, cho đến ngày 31 tháng 3 năm 2010).